# 小行星7501
小行星7501（7501 Farra）是一颗绕太阳运转的小行星，为主小行星带小行星。该小行星于1996年11月9日发现。

## 轨道参数
小行星7501的轨道半长轴为3.3269810 UA，离心率为0.11。